# Peritoneallavage
Peritoneallavage (auch Abdominallavage, abdominale Lavage, intraperitoneale Lavage oder Bauchspülung) ist ein Begriff aus der Medizin und bezeichnet die Spülung des Bauchraums mit diagnostischer oder therapeutischer Absicht.

## Durchführung
Prinzipiell gibt es drei Techniken: die offene, die halboffene und die Seldinger-Technik. Die Komplikationsrate beträgt 0,5 bis 1 %.
Beim Menschen wird der Bauchraum vier bis fünf cm unterhalb des Nabels in der Mittellinie (Linea alba) punktiert. Die Mittellinie ist dort relativ dünn, so dass mit einer harmlosen Verletzung des Musculus rectus abdominis gerechnet werden muss. Bei Erreichen der Fascia transversalis ist eine penible Blutstillung erforderlich. Über einen Katheter wird ein Liter körperwarme Ringerlösung infundiert. Anschließend läuft die Spülflüssigkeit nach dem Heberprinzip zurück in die Flasche.
Bei Hunden und Katzen wird der Katheter ebenfalls über einen kleinen Einschnitt hinter dem Nabel eingeführt und Richtung Beckenhöhle vorgeschoben. Als Richtlinie werden 20 ml Flüssigkeit pro kg Körpermasse eingeleitet.
Kontraindiziert ist die Peritoneallavage bei Vorliegen eines Verwachsungsbauchs oder bei einem Darmverschluss.

## Diagnostische Peritoneallavage
Als diagnostisches Verfahren wurde die Peritoneallavage erstmals 1965 von Root et al. durchgeführt. In den 1970er Jahren wurde die abdominale Lavage von dem Würzburger Chirurgen Ernst Kern zu einer die Diagnose bei Bauchverletzungen verbessernden Methode weiterentwickelt. Sie wurde früher zum Nachweis von Blutungen und Organverletzungen nach Unfällen sowie selten auch im Rahmen des Stagings bei Tumorpatienten eingesetzt, hat jedoch in der Humanmedizin seit Aufkommen moderner bildgebender Verfahren (Sonografie, Computertomographie) stark an Bedeutung verloren, allerdings nicht in den technisch weniger gut ausgestatteten Ländern und in der Tiermedizin. Zudem zeigen neuere Studien, dass die Peritoneallavage in Kombination mit einem CT beim Aufspüren klinisch inapparenter Organverletzungen viel sensitiver ist als die alleinige CT.
Ein negativer Befund ist eine farblose, klare Spülflüssigkeit. Eine blutige Spülflüssigkeit mit mehr als 100.000 Erythrozyten pro µl gilt als Hinweis auf eine manifeste Blutung. Galle- und Stuhlbeimischungen, Bakterien, Amylase oder Bilirubin sind Hinweis auf eine Verletzung des Darms bzw. der Gallenblase. Bei positivem Befund folgt in der Regel eine Laparotomie.
Von den Ergebnissen der Lavage sind jeweils etwa 5 % falsch negativ (bei Vorliegen von Verwachsungen, abgekapselte Verletzungen, Zwerchfellhernie mit Verlagerung des verletzen Organs in die Brusthöhle, falsch platzierte Katheter) oder in bis zu 10 % der Fälle falsch positiv (durch den Lavage-Katheter ausgelöste Blutung, Punktion subperitonealer Hämatome).

## Therapeutische Peritoneallavage
Zu therapeutischen Zwecken wird die Peritoneallavage durchgeführt, um Toxine, Enzyme und Eiweißabbauprodukte zu entfernen, wie zum Beispiel bei einer Peritonitis. Darüber hinaus kann sie bei Perforation innerer Organe eingesetzt werden. Ebenso wird die Lavage auch bei stark unterkühlten Patienten eingesetzt, um diese wieder zu erwärmen.
In der Tiermedizin wird die Peritoneallavage auch bei hochgradiger Urämie eingesetzt, beispielsweise bei der chronischen Nierenerkrankung der Katze, um nierenpflichtige Substanzen aus dem Körper zu waschen. Diese Peritonealdialyse spielt auch in der Humanmedizin noch eine gewisse Rolle.